# خدای عزیز (ترانه التون جان)
«خدای عزیز» ترانه‌ای از هنرمند اهل بریتانیا التون جان است که در سال ۱۹۸۰ منتشر شد. ترانه این آهنگ را گری اوسبورن سروده است.